# Mahanorona cowani
Mahanorona cowani är en insektsart som beskrevs av William Lucas Distant 1909. Mahanorona cowani ingår i släktet Mahanorona och familjen Dictyopharidae. Inga underarter finns listade i Catalogue of Life.